# Bostan

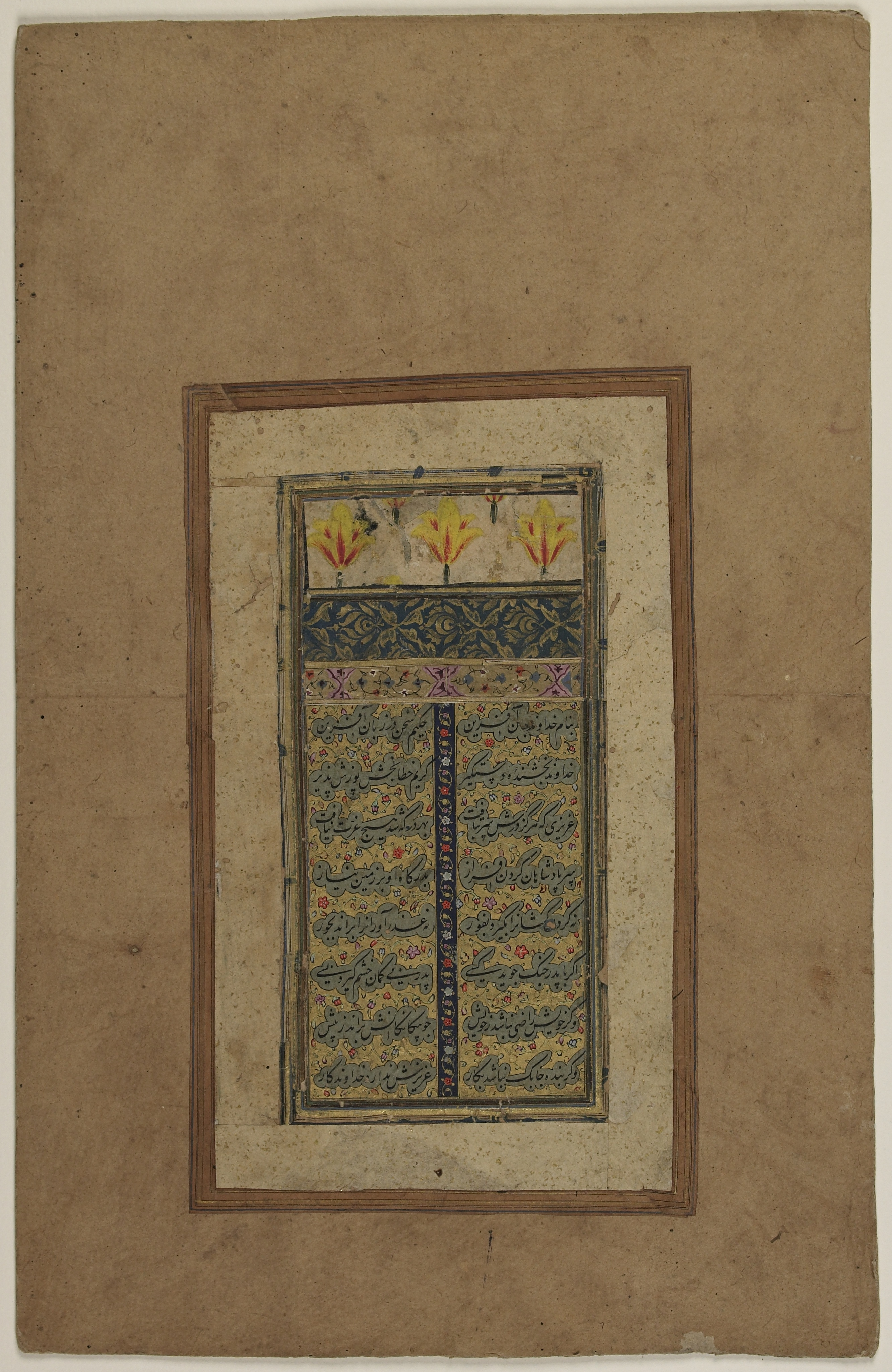
Primera página del Bostan.

Bostan (en persa: بوستان‎, pronunciado "Būstān") (El huerto) es un libro de poesía del poeta persa Saadi, terminado en 1257 y dedicado al atabeg salgúrida Sa'd I o Sa'd II.
Fue la primera obra de Saadi, y su título significa "el huerto". El libro contiene los frutos de la amplia experiencia de Saadi y sus reflexiones sobre la vida, lo cual ilustra con una vasta colección de anécdotas. Incluye relatos de los viajes de Saadi y su análisis de la sicología humana. A menudo en sus relatos expresa fervor y consejos de manera similar a las fábulas de Esopo. Es una importante obra del sufismo.
Según el periódico The Guardian este libro está considerado uno de los 100 mejores libros jamás escritos. Se encuentra compuesto en estilo Masnaví (versos pareados con rima), y fue traducido al inglés. La versión del Bustan traducida al neerlandés data de 1688 y fue realizada por Daniel Havart.